# メルクール
メルクール（Merkur）はフォードが1985年から1989年まで使用していた自動車のブランド名。ヨーロッパフォード開発の車を北米市場にて販売する目的で立ち上げられた。ブランド名の由来はマーキュリーを意味するドイツ語。

## 概要

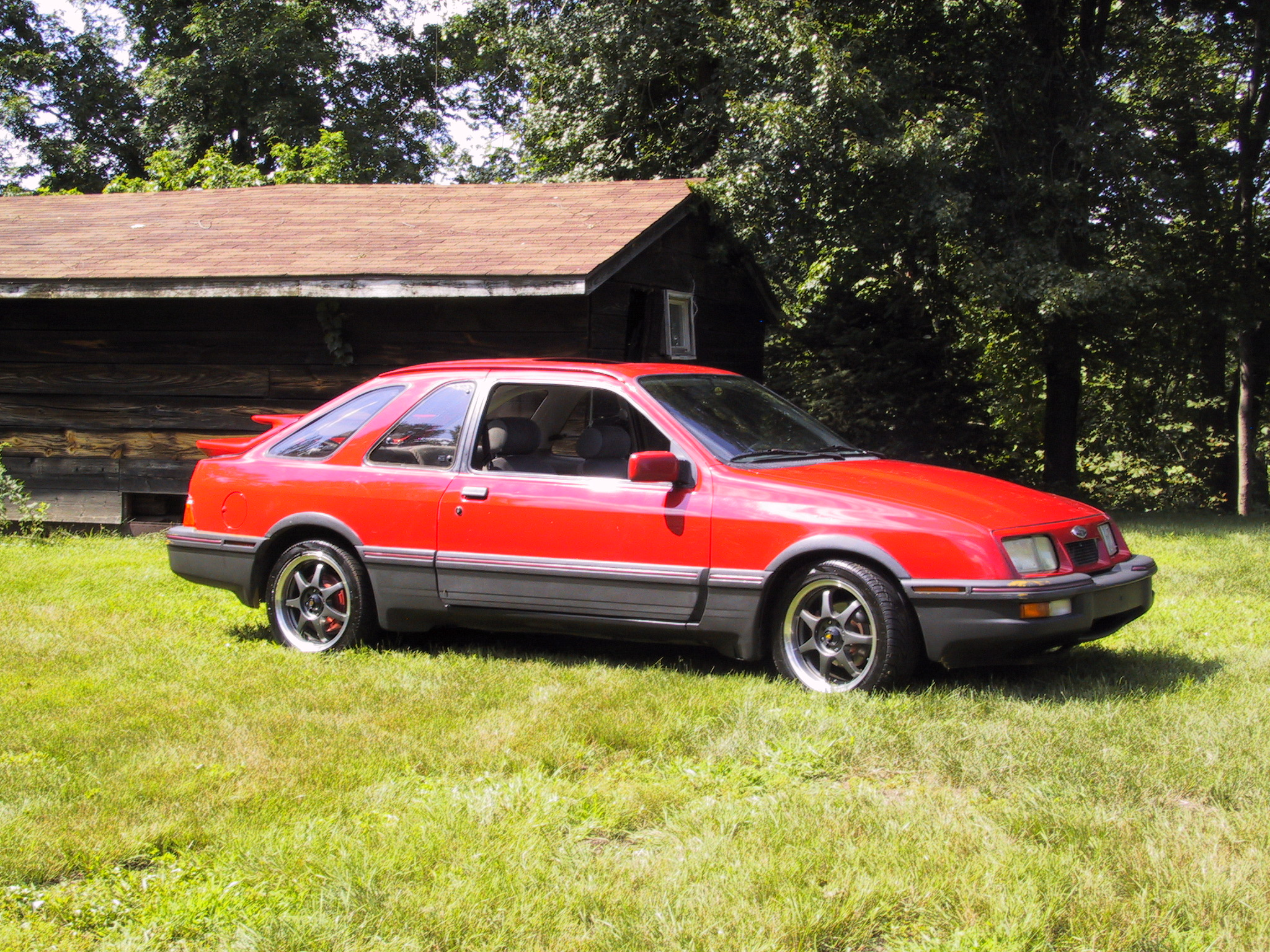
XR4Ti

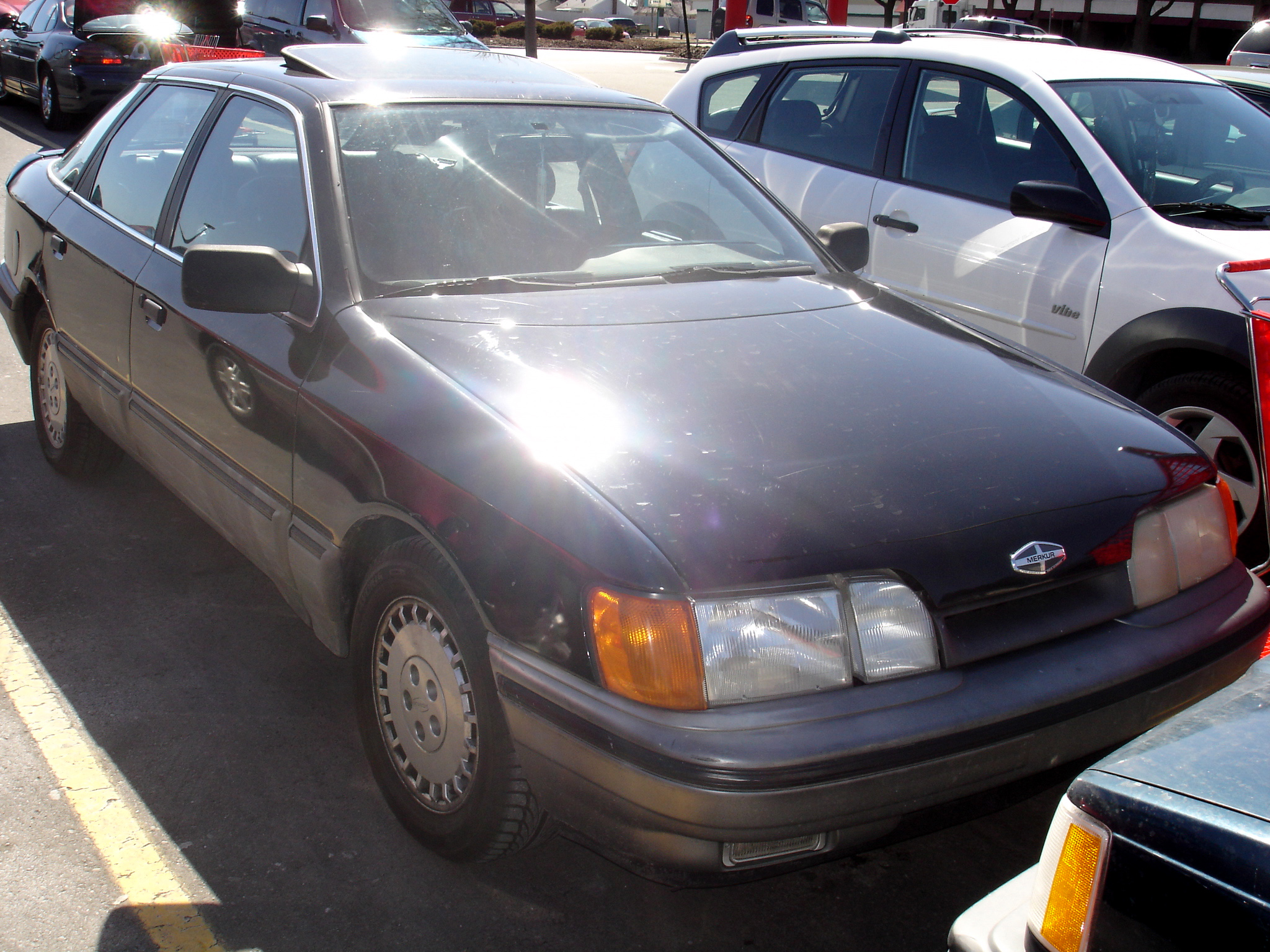
スコーピオ

フォードは1970年、ドイツフォードが開発しヨーロッパを中心に販売されていたカプリを北米市場にも導入した。この際、フォードブランドの車種との競合を避けるため、ブランド名を付けずに「カプリ」という車名だけのエンブレムを取り付け、リンカーンおよびマーキュリーのディーラー網を通じて販売するという手法を取った。しかし、この販売方法ではブランドをアピールできないこともあり、ヨーロッパフォード車の北米向けブランドとして新たに立ち上げられることになったのが「メルクール」である。
1985年のブランド創設当初に導入されたモデルは、フォード・シエラをベースとした「メルクール・XR4Ti」である。欧州仕様とはエンジンや装備が大きく異なるため、ブラジル工場で組上げられたエンジンをドイツへ送り、カルマンによって架装を行い、北米へ輸出するという形を取った。
1988年には「メルクール・スコーピオ」を発売。これはフォード・スコーピオの北米仕様である。
メルクールは独自のディーラーを持たず、リンカーンおよびマーキュリーのディーラーを通じて販売された。しかし、販売価格の高さや認知度の低さもあり売れ行きは芳しくなく、特にスコーピオはマーキュリー・セーブルと競合したため、安価で装備がより良いセーブルにセールスを奪われる形となった。これにはアメリカではハッチバック（特に5ドア）は好まれないことも影響した。また”Merkur”というドイツ語のブランド名自体も馴染まず、浸透しなかった。
1989年をもってメルクールブランドは廃止された。